# Juan Ruiz de Luna
Juan Ruiz de Luna, Noez (Toledo), 12 de julio de 1863 - Talavera de la Reina (Toledo), 25 de septiembre de 1945, fue un  ceramista español heredero de la tradición cerámica de Talavera de la Reina, que tanta fama adquirió en la España del Siglo de Oro. Fiel a su estilo, supo interpretar su naturaleza elevándola a la máxima expresión del arte en cerámica. Parte de su obra se encuentra en el museo que lleva su nombre.
Influyó de manera decisiva en la vocación de sus hijos, Juan Ruiz de Luna Arroyo (Talavera de la Reina, 1899 - Málaga, 1980), Rafael Ruiz de Luna Arroyo (Talavera de la Reina, 1910 – Madrid, 1991) y Antonio Ruiz de Luna Arroyo (Talavera de la Reina, 1912 – Madrid, 1996), en conjunto primero y luego por separado, alcanzando un puesto destacado como ceramistas. Su otro hijo Salvador Ruiz de Luna Arroyo (Talavera de la Reina, 1908 - Madrid, 1978) fue un compositor musical. 

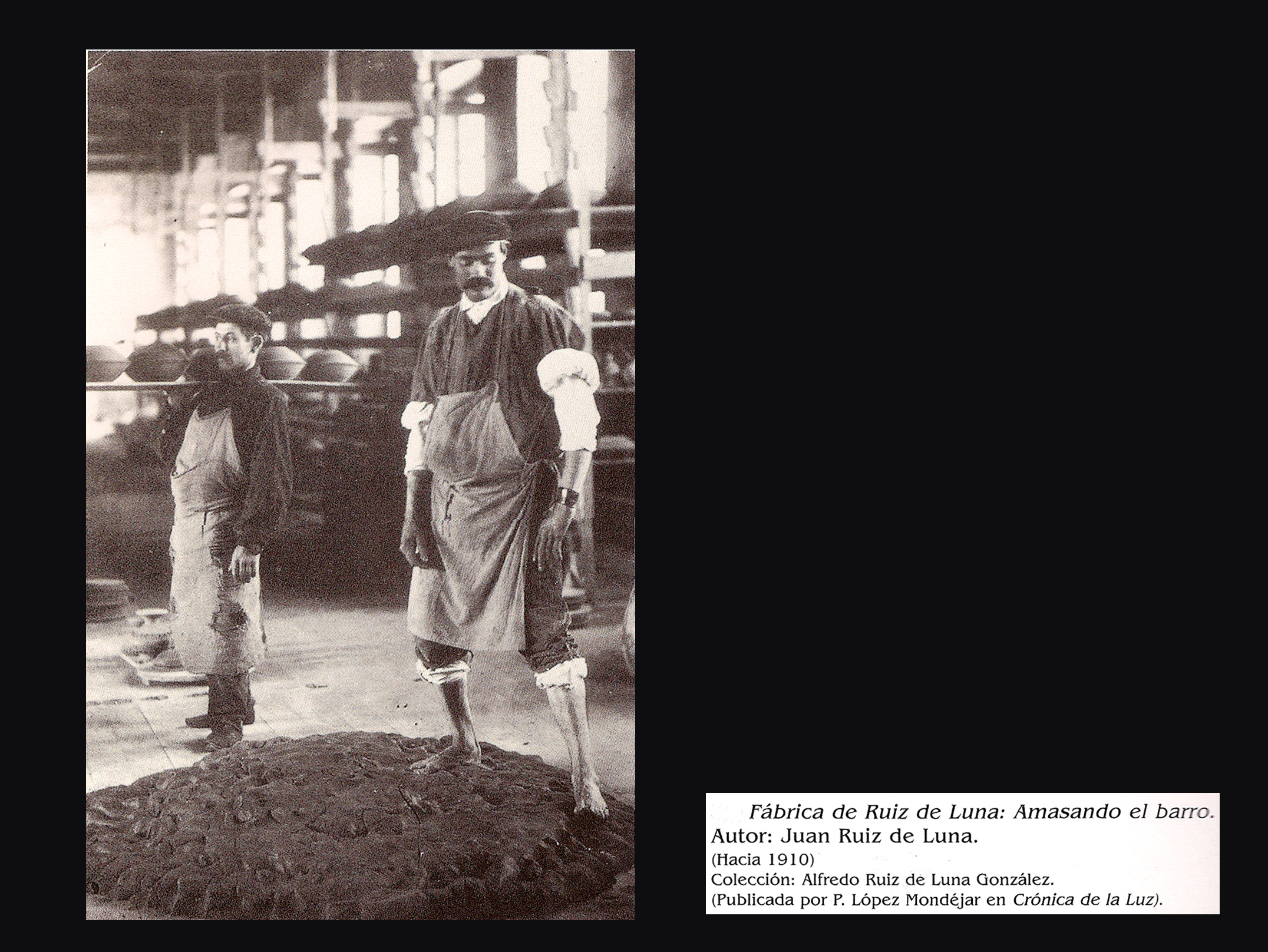
Amasando el barro. Taller Ruiz de Luna Talavera de la Reina (Toledo)

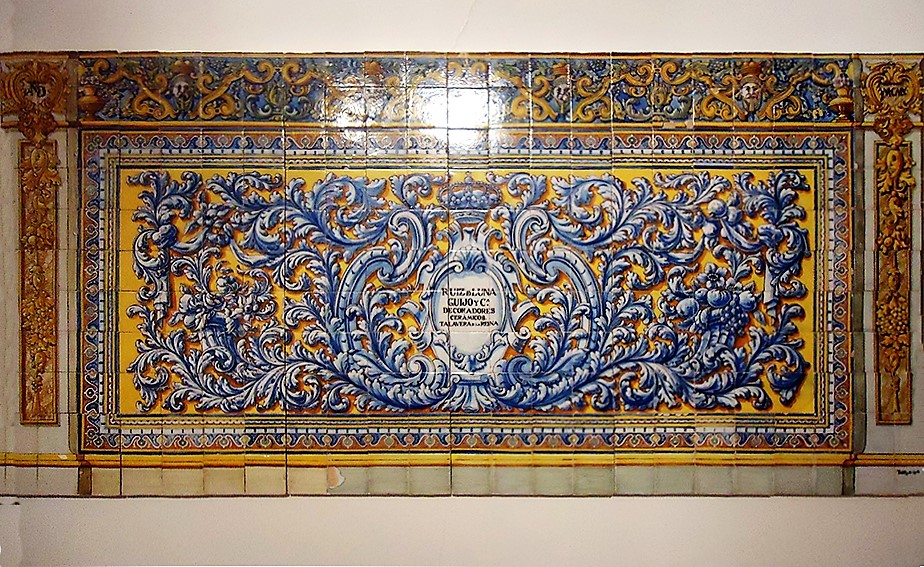
1908 Panel Cerámica Ruiz de Luna Guijo y Cia. Museo de Cerámica Ruiz de Luna - Talavera de la Reina. Ministerio de Educación, Cultura y Deporte y Junta de Comunidades de Castilla-La Mancha

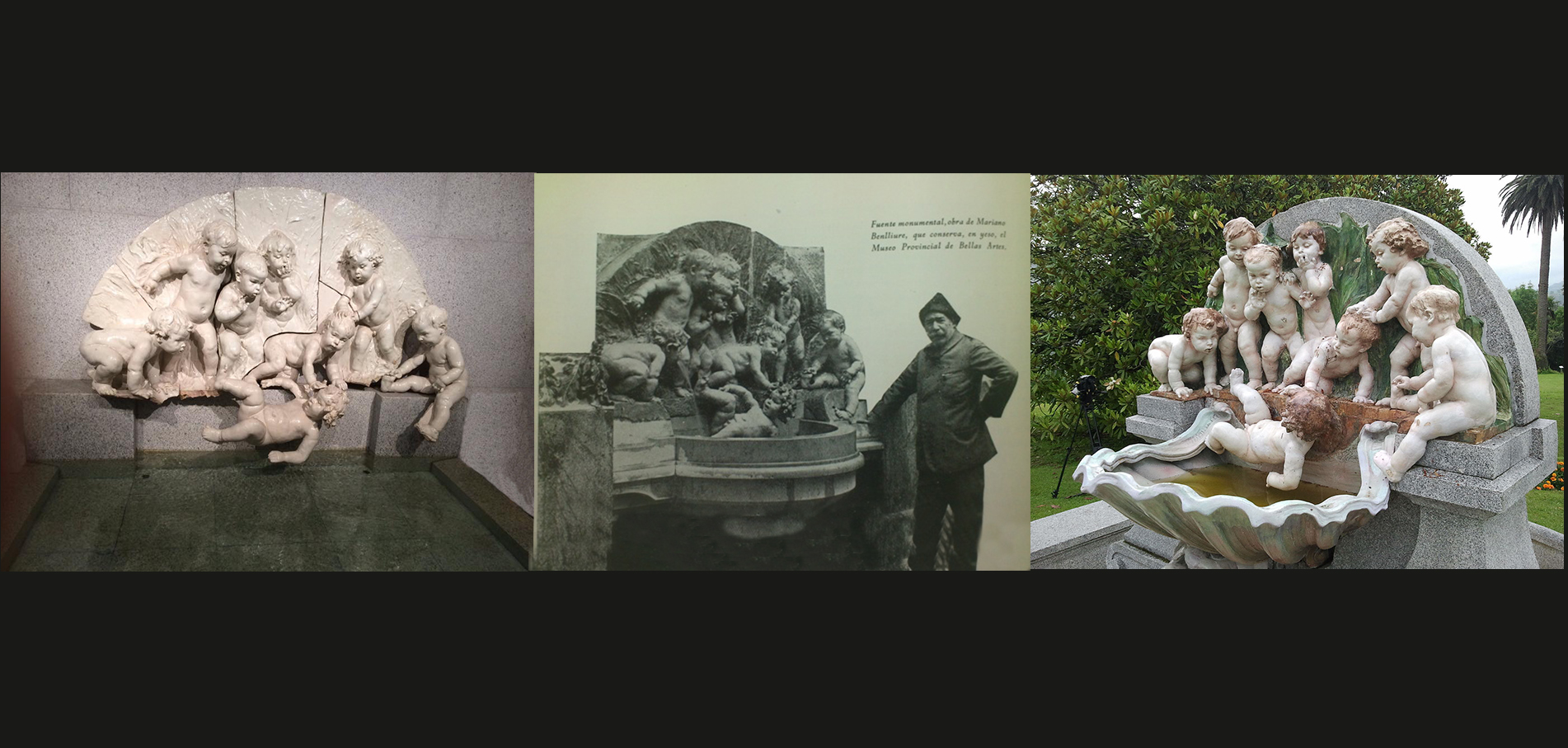
1912 Fuente de los niños de Mariano Benlliure en Cerámica Ruiz de Luna

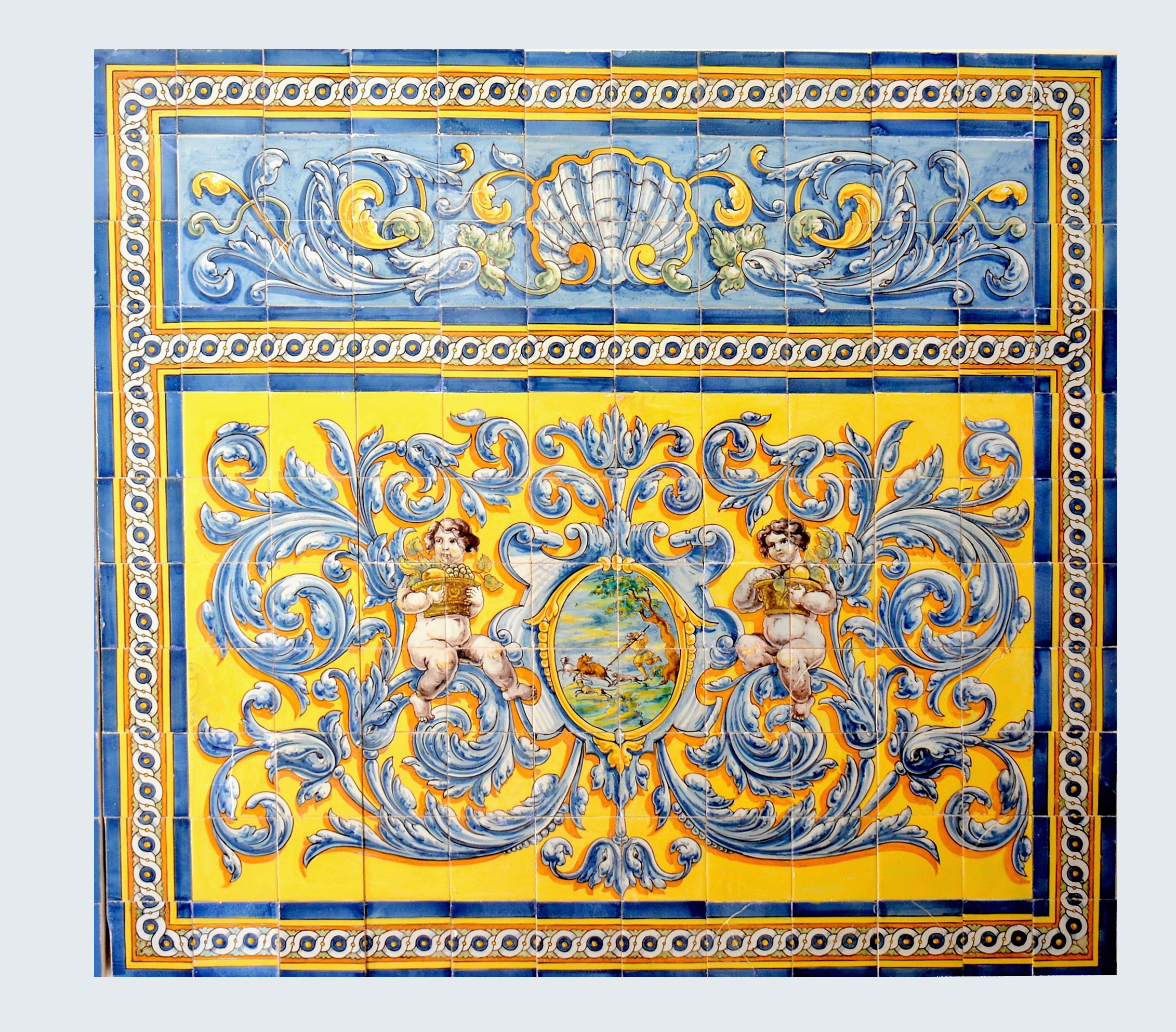
1913 Cerámica Ruiz de Luna Caserío de Vicuña. Museo de Cerámica Ruiz de Luna - Talavera de la Reina. Ministerio de Educación, Cultura y Deporte y Junta de Comunidades de Castilla-La Mancha

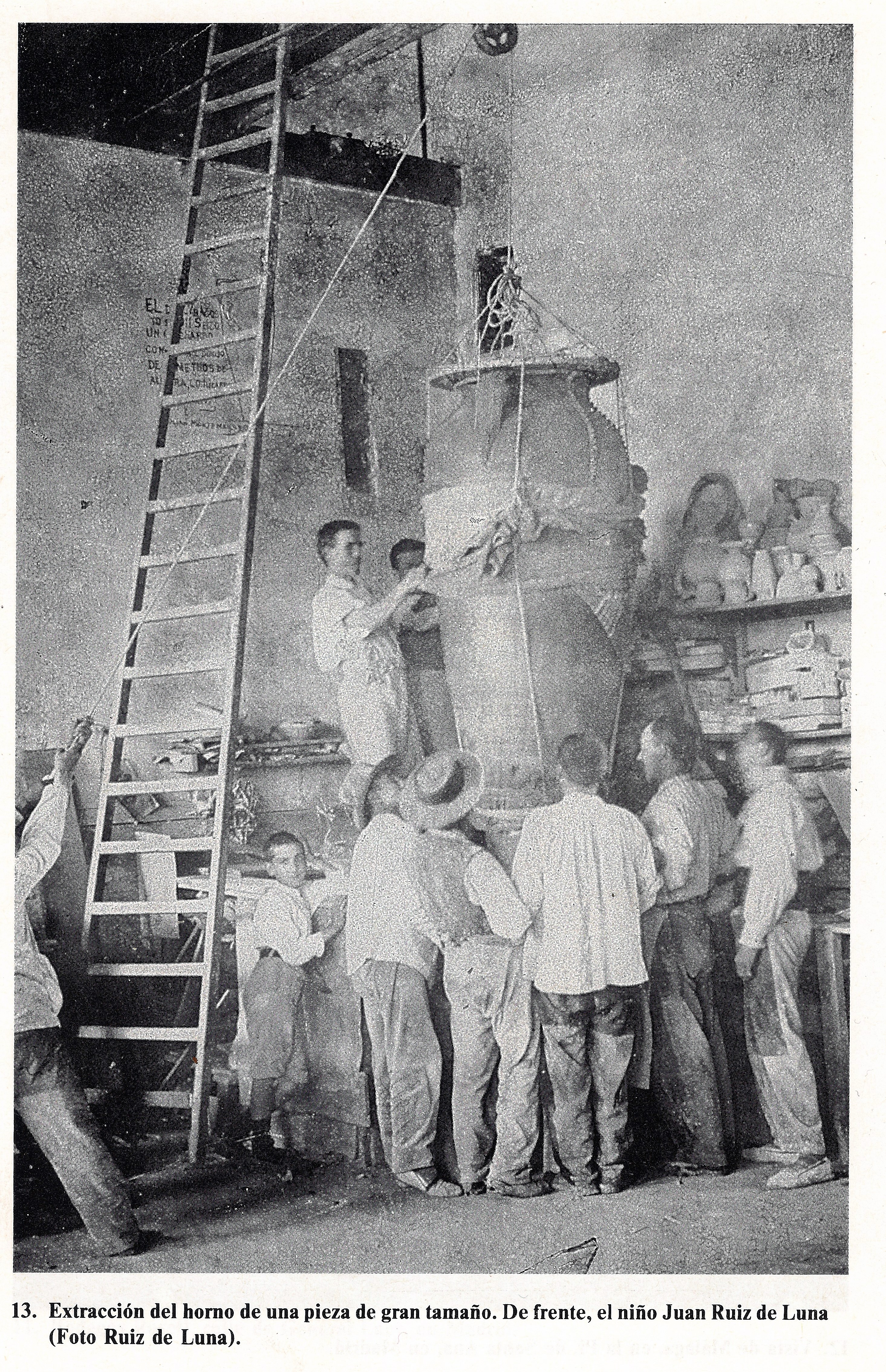
Gran jarrón. Talleres fábrica Nuestra Señora del Prado Ruiz de Luna Talavera de la Reina (Toledo)

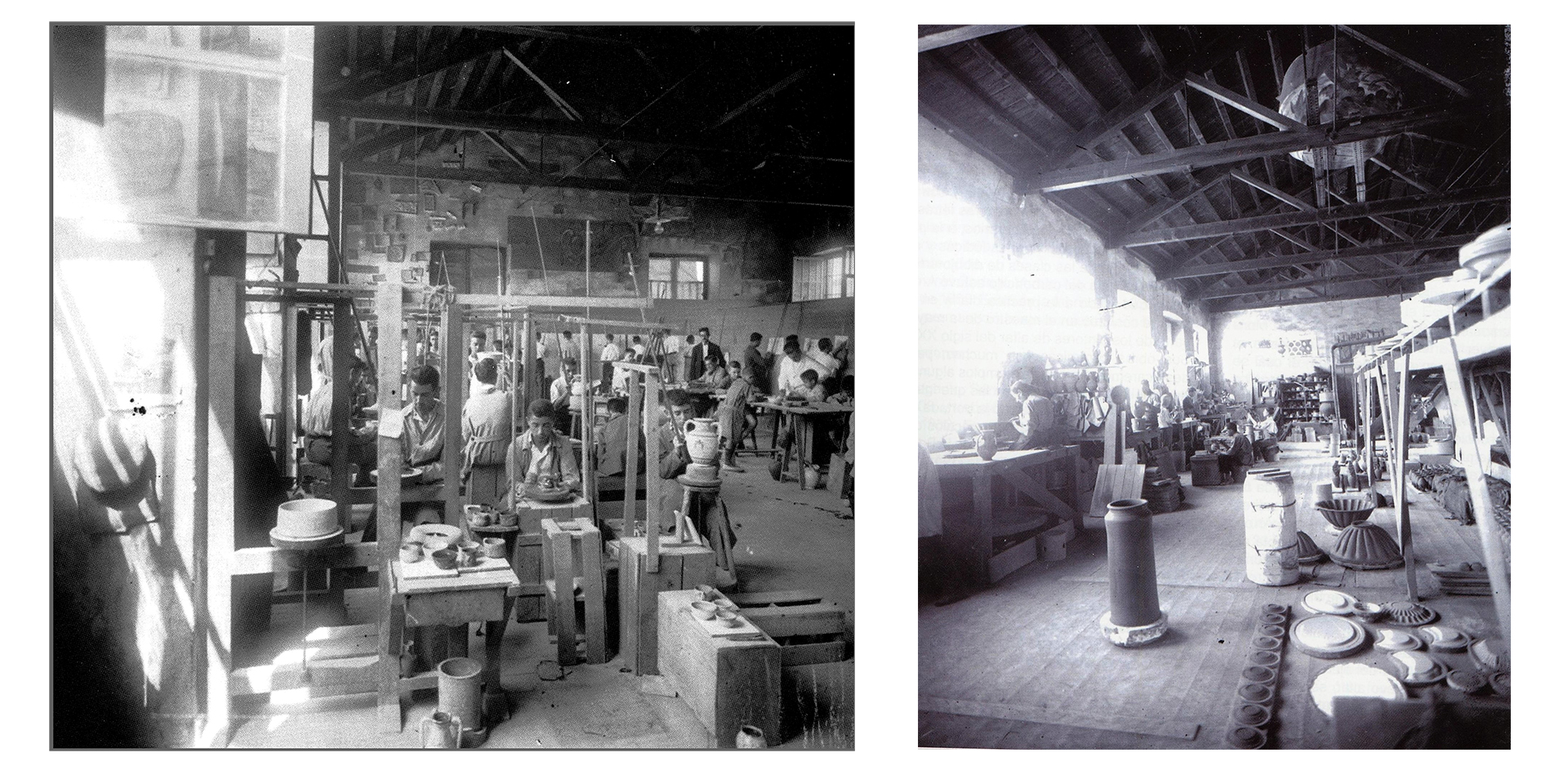
Talleres de pintura. Fábrica Nuestra Señora del Prado. Ruiz de Luna Talavera de la Reina (Toledo)

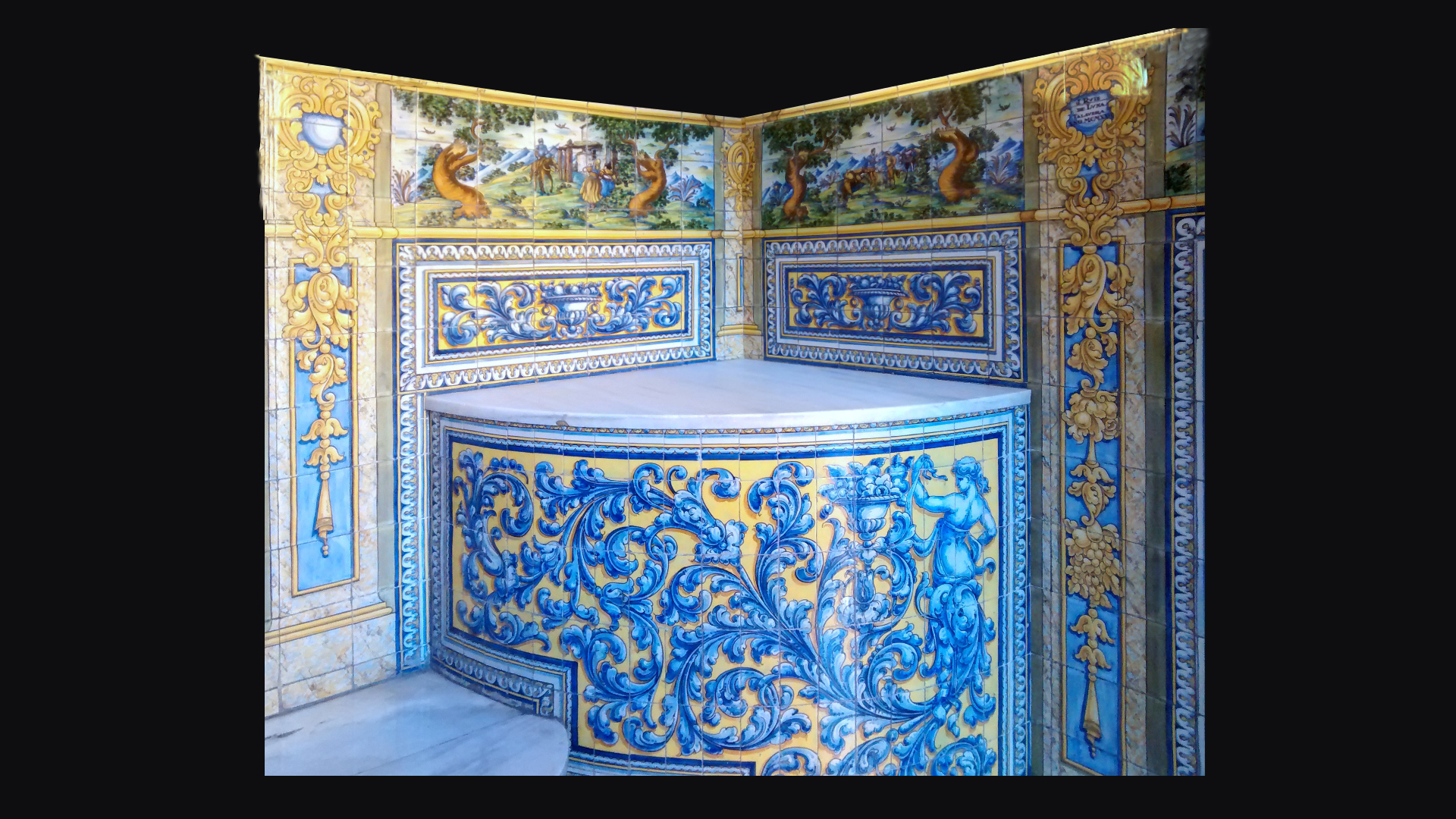
1915 Cerámica Ruiz de Luna en zaguan vivienda calle San Bernardo 67 Madrid

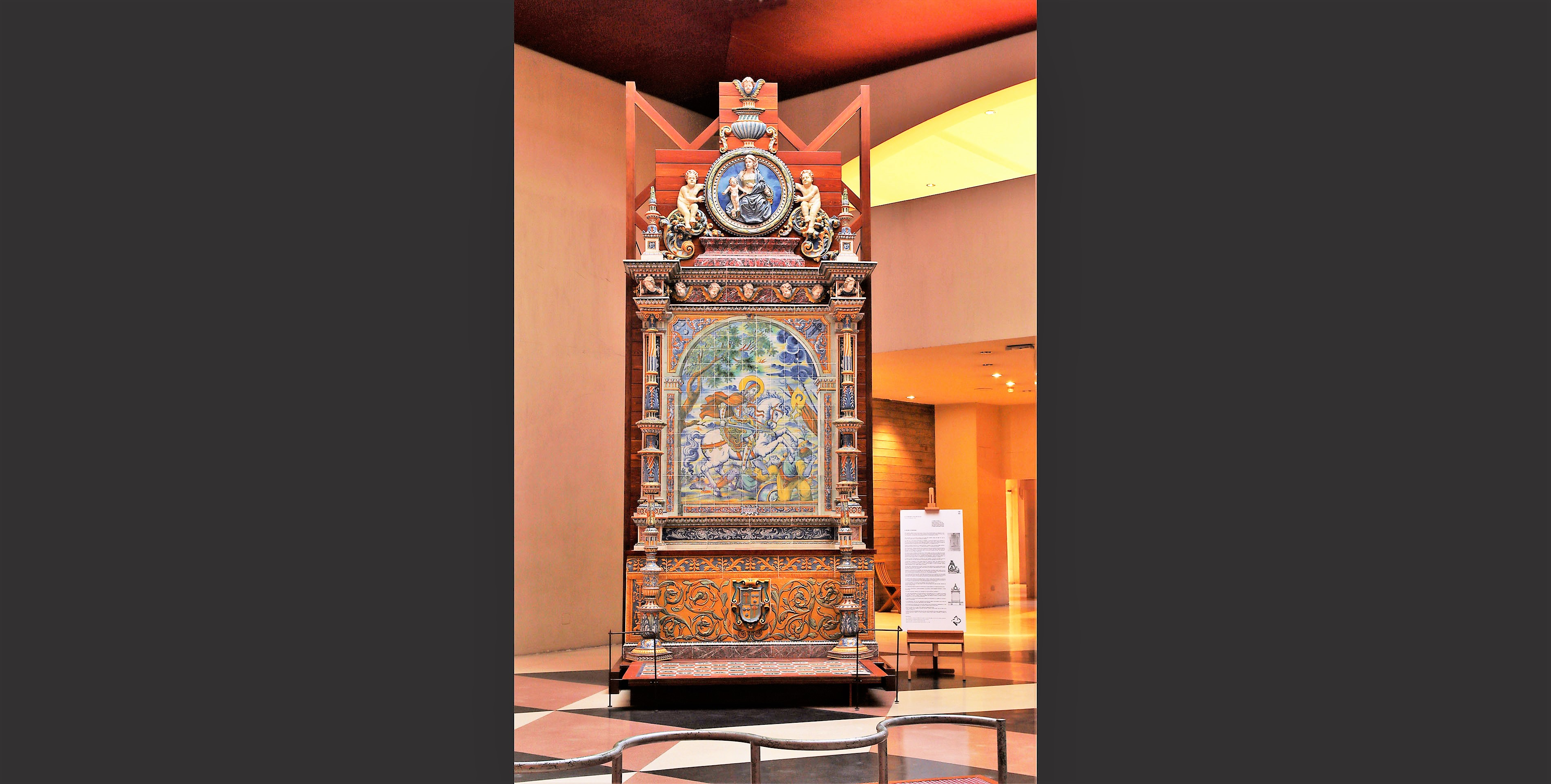
1917 Cerámica Ruiz de Luna.Retablo de Santiago. Museo de Cerámica Ruiz de Luna - Talavera de la Reina. Ministerio de Educación, Cultura y Deporte y Junta de Comunidades de Castilla-La Mancha

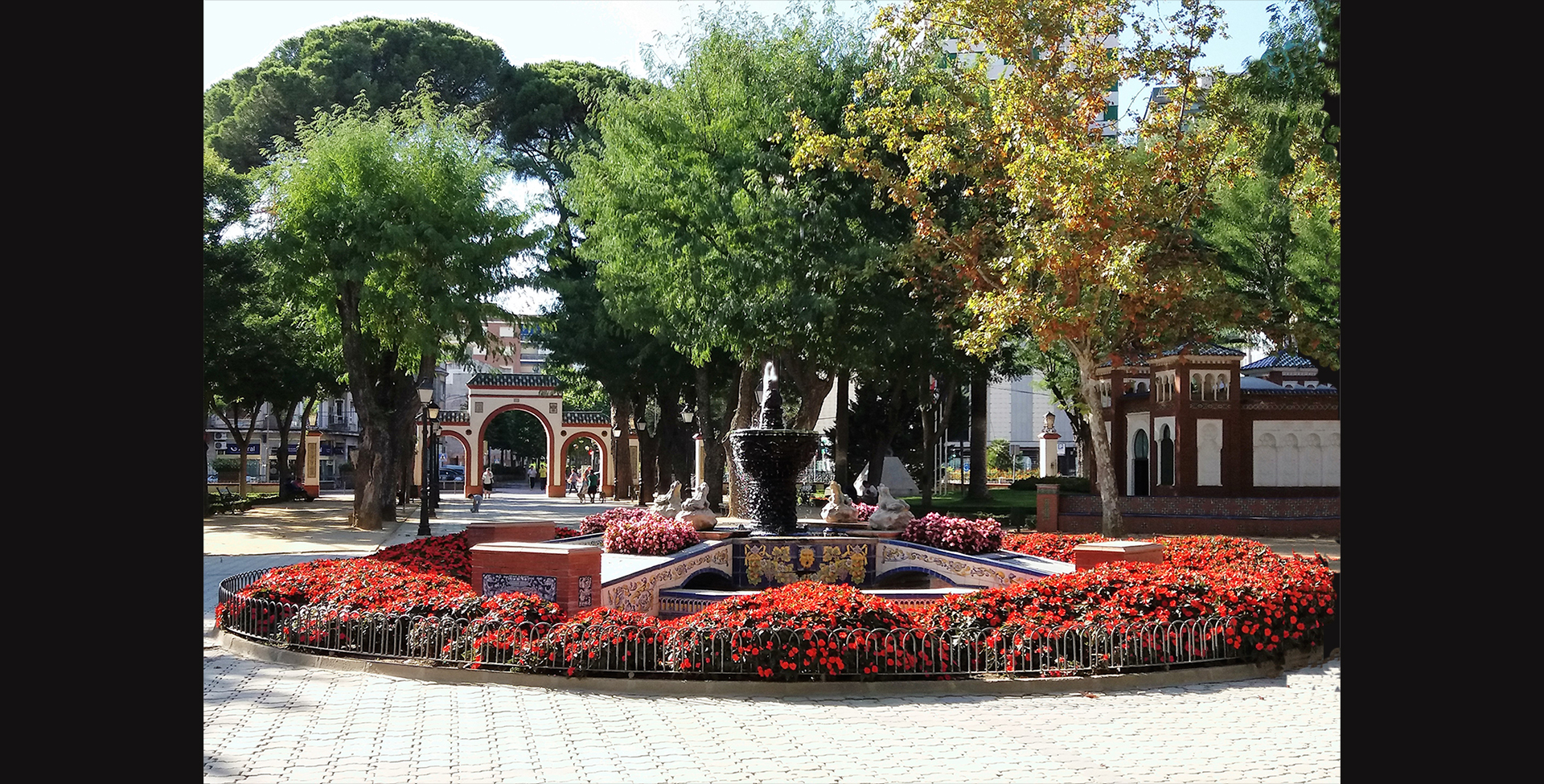
1924 Cerámica Ruiz de Luna. Fuente Monumental de las Ranas en Paseo del Prado. Talavera de la Reina (Toledo)

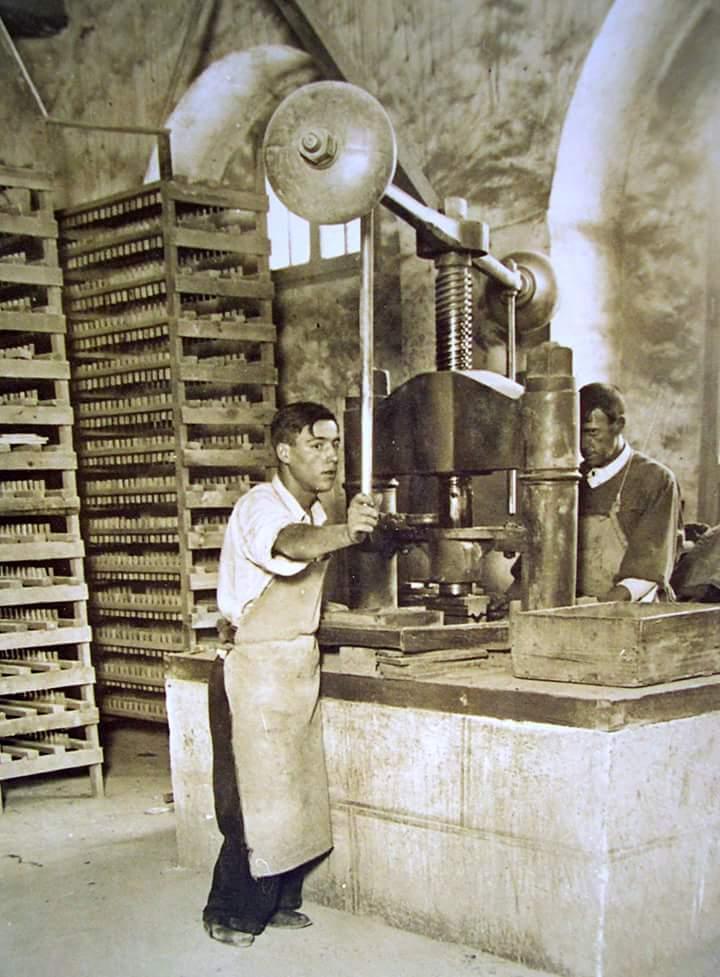
Taller prensa azulejos Ruiz de Luna Talavera

1924 Cerámica Ruiz de Luna. Zócalo Iglesia Parroquial de Noez (Toledo).

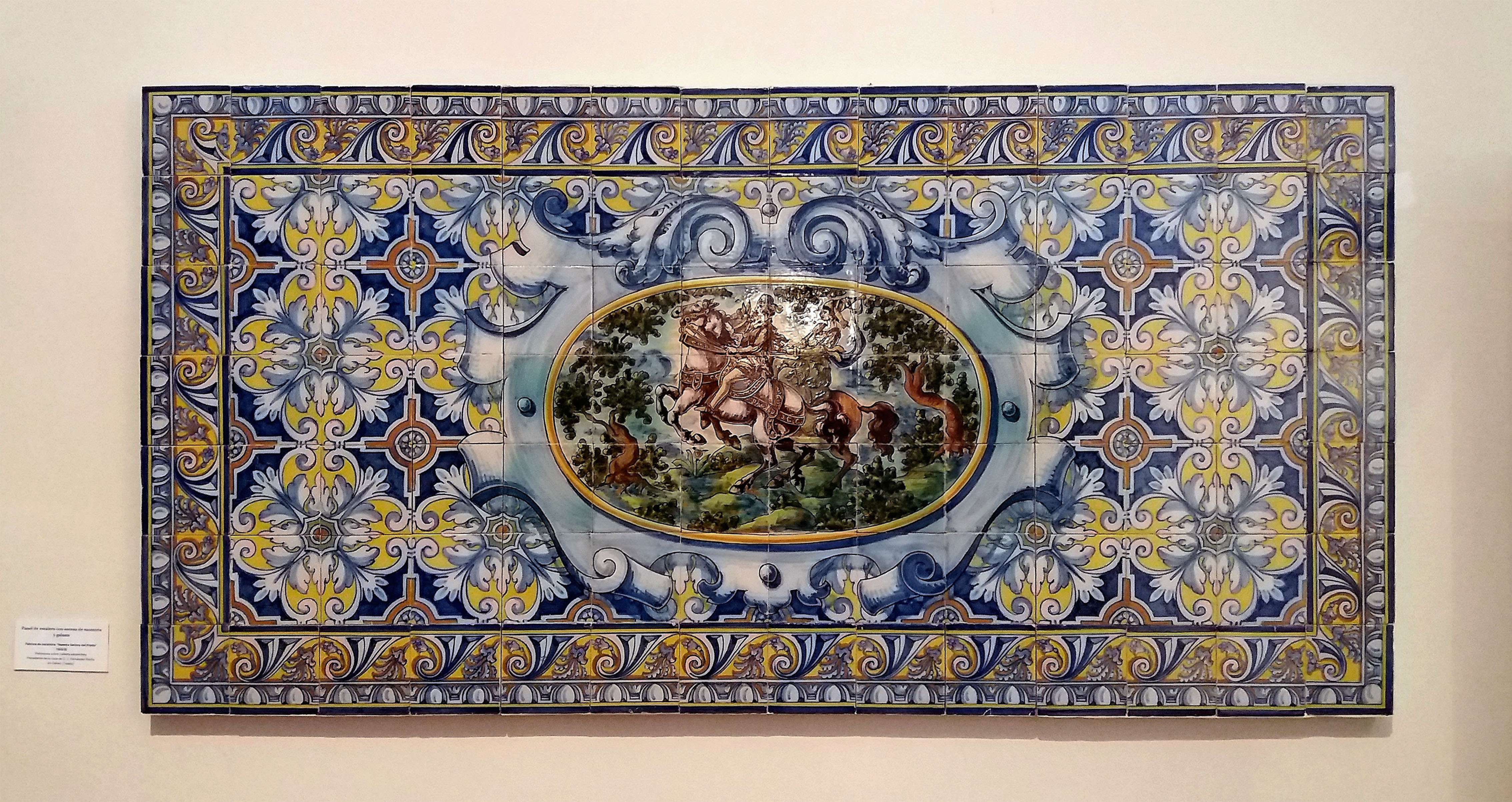
1925 Cerámica Ruiz de Luna. Casa de Fernández Rocha en Gálvez (Toledo). Museo de Cerámica Ruiz de Luna - Talavera de la Reina. Ministerio de Educación, Cultura y Deporte y Junta de Comunidades de Castilla-La Mancha

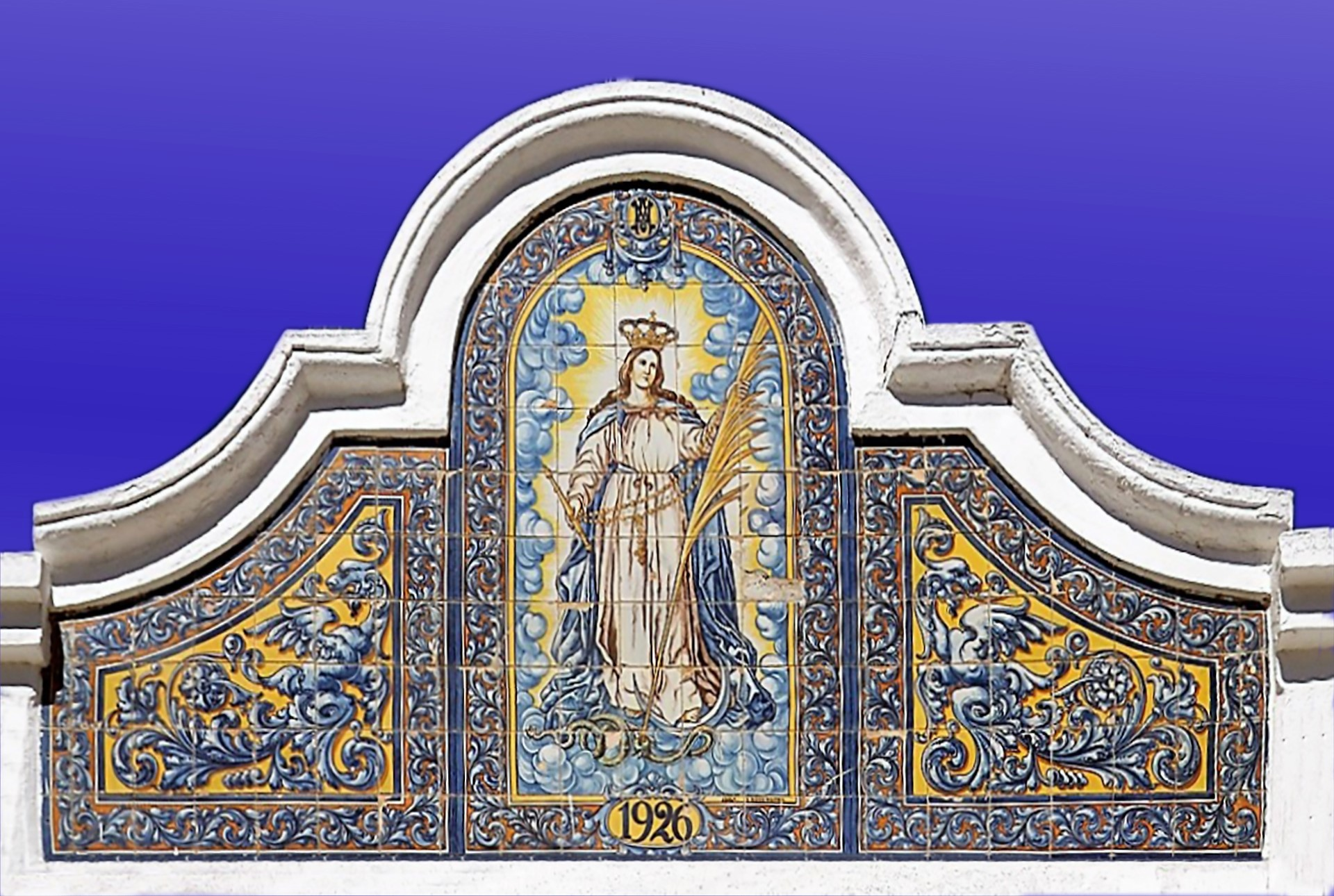
1926 Cerámica Ruiz de Luna. Entrada del balneario de La Caleta en Cádiz.

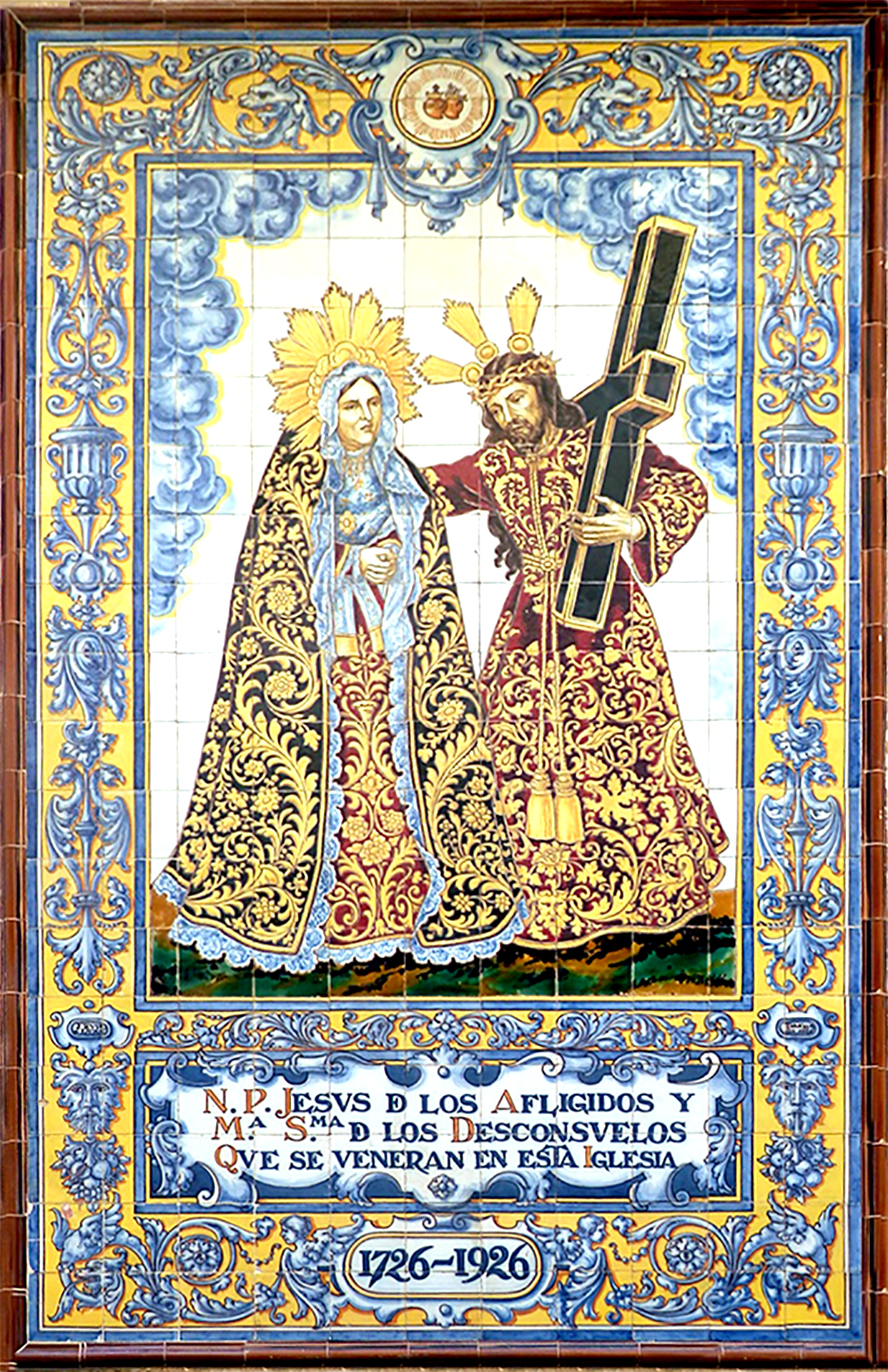
1926 Cerámica Ruiz de Luna. Iglesia San Lorenzo Mártir. Cádiz.

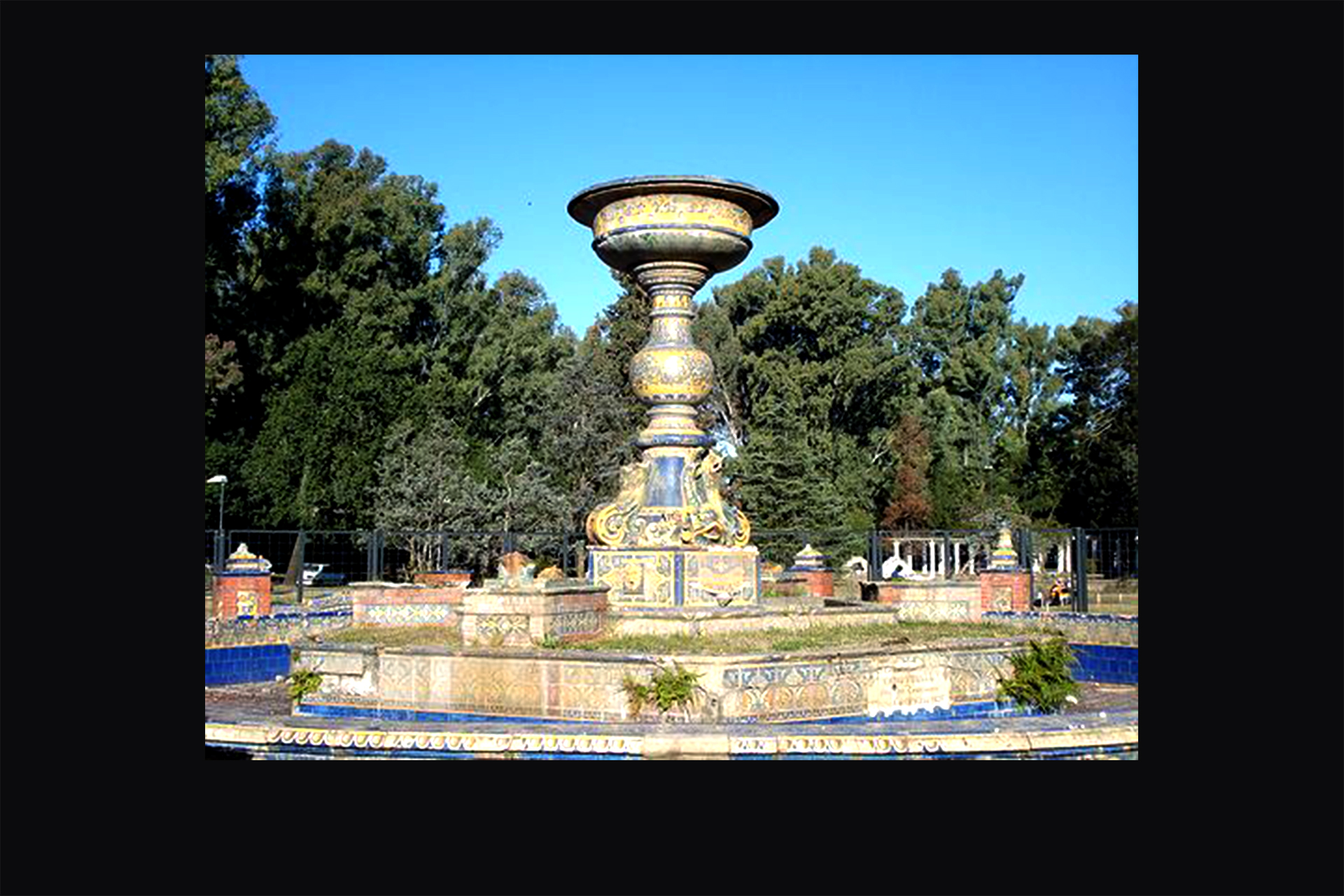
1928 Cerámica Ruiz de Luna. Fuente de los Españoles en Rosario de Santa Fe. Argentina.

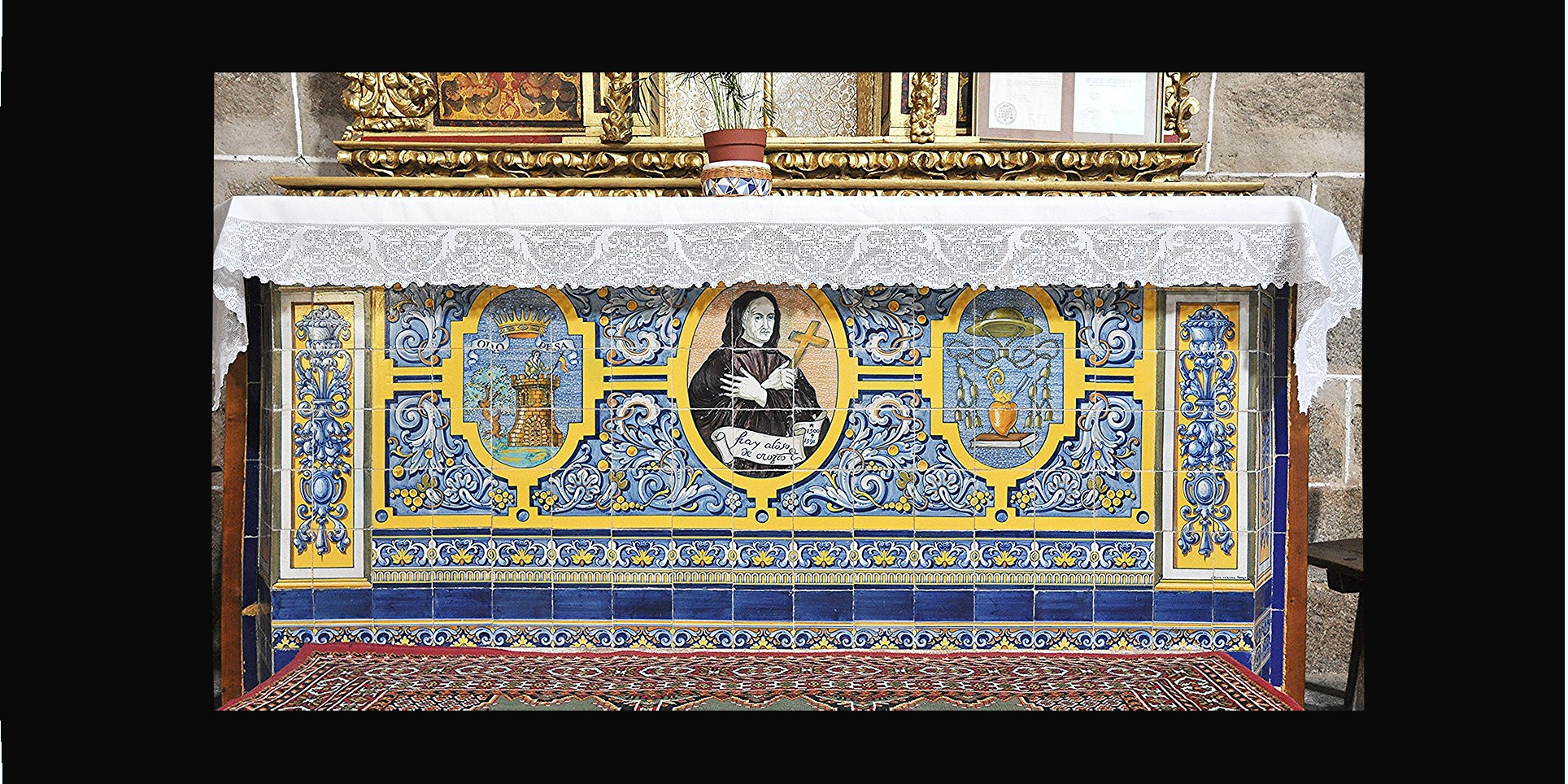
1929 Cerámica Ruiz de Luna. Frontal Altar Fray Alonso de Orozco. Oropesa (Toledo).

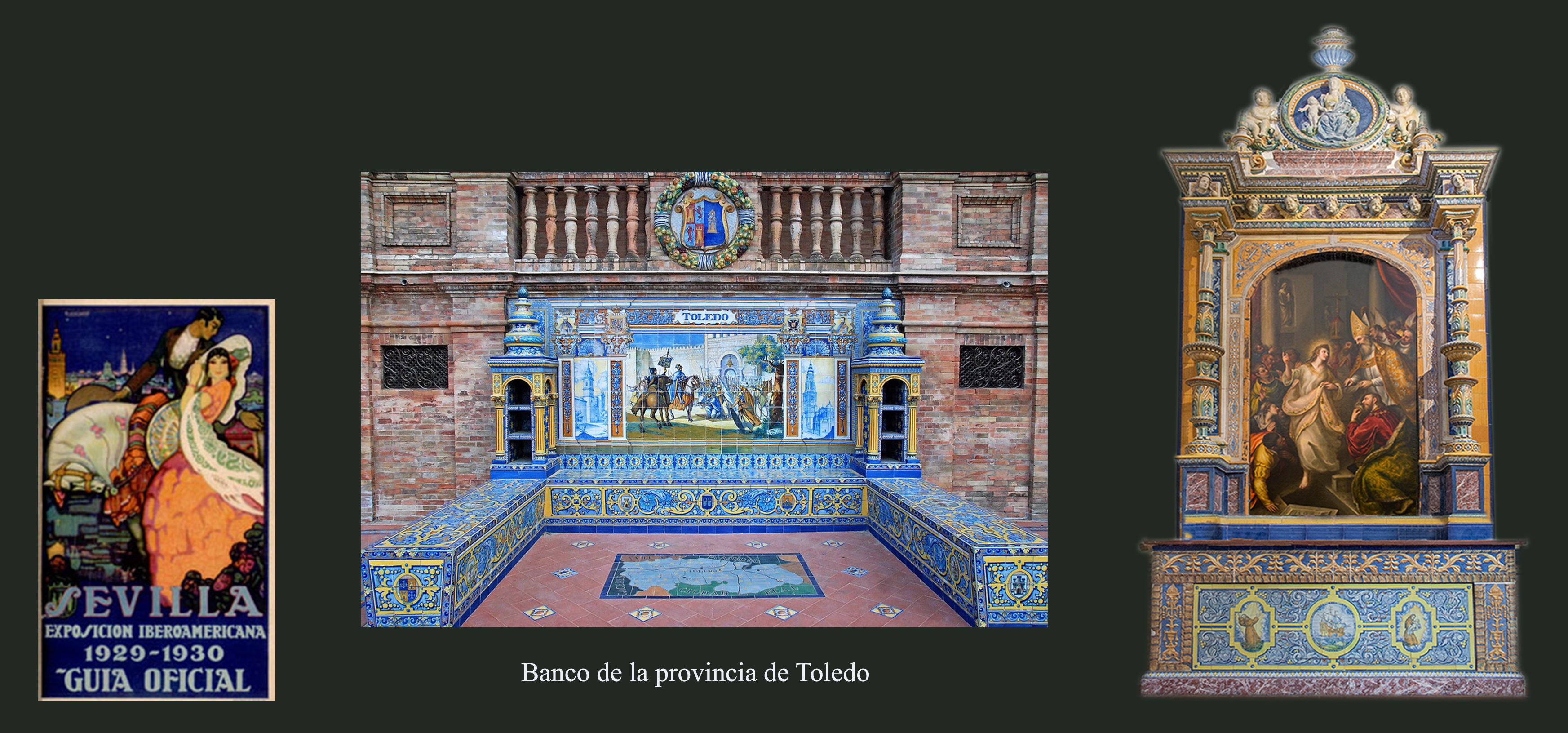
Cerámica de Juan Ruiz de Luna en la Exposición Iberoamericana de Sevilla Año 1929

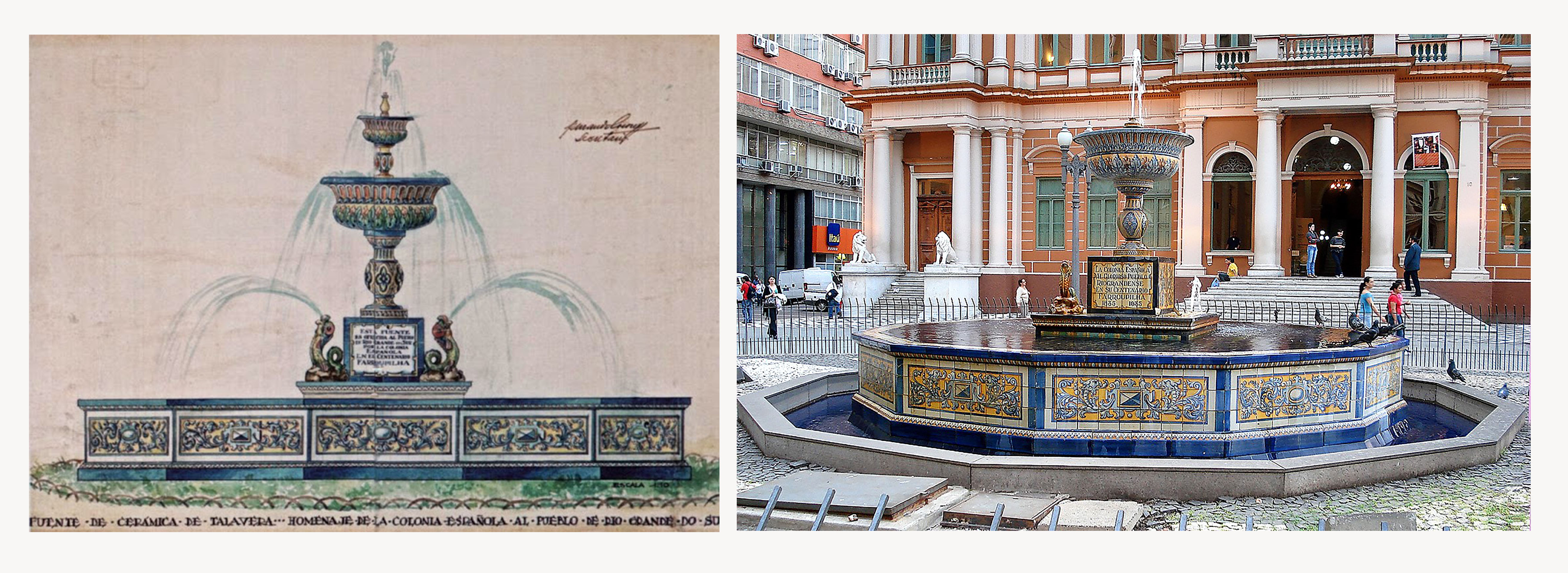
1935 Cerámica Ruiz de Luna. Primer Centenario Farroupilha Porto Alegre Brasil.

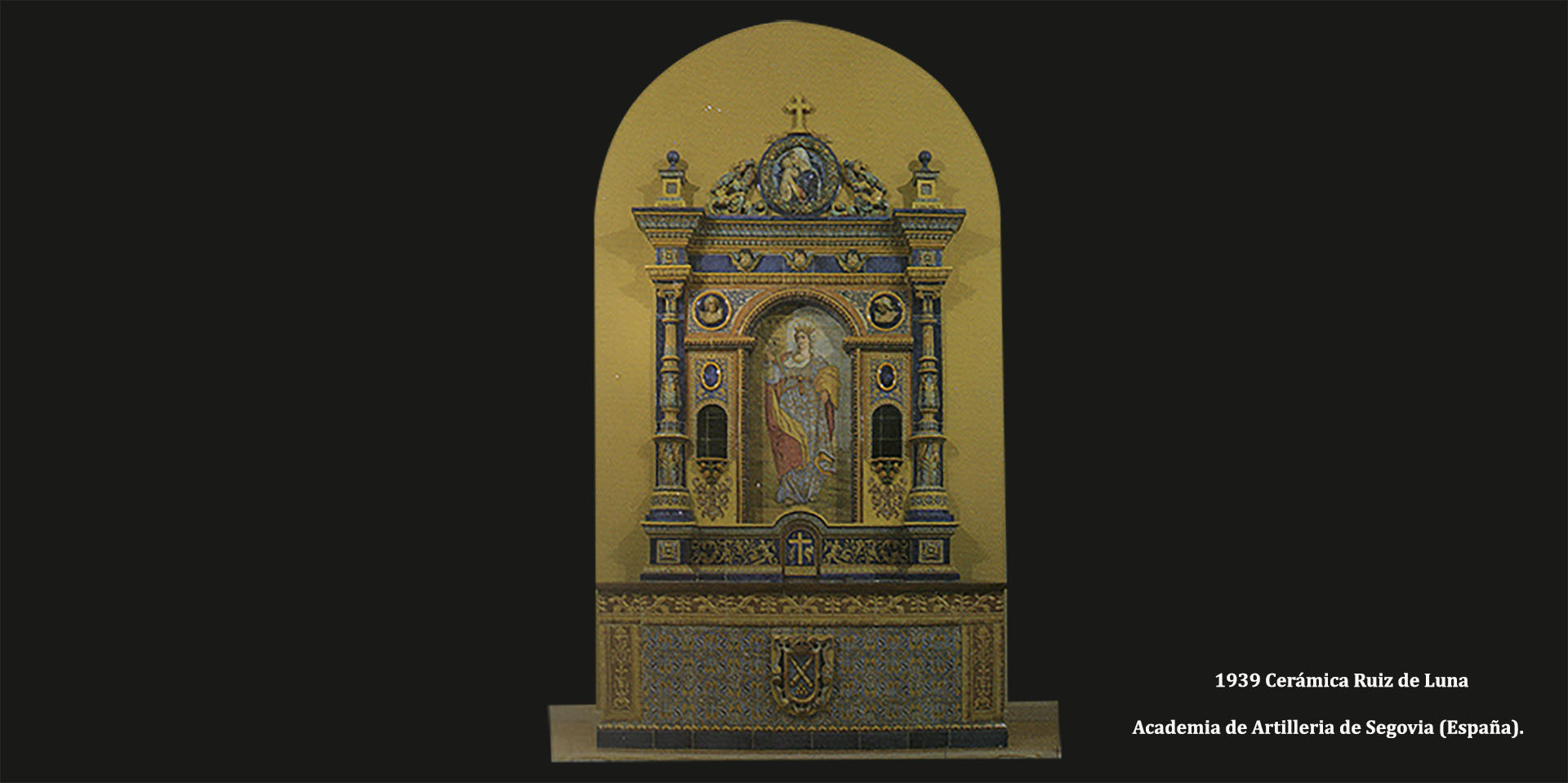
1938 Cerámica Ruiz de Luna. Capilla Academia Artillería en Segovia.

## Biografía
Nació en Noez, pequeño pueblo toledano. Fue el primer hijo de Alfonso Ruiz Rojas y Catalina de Luna García. Juan tuvo una hermana,  Paula y tres hermanos fruto del primer matrimonio de su madre Catalina con Antonio Herráiz, llamados Jerónimo, Emilio y Eusebia Herráiz de Luna, naturales de Almagro, Ciudad Real.
Pasó su infancia y juventud en su pueblo natal, ayudando a sus padres, de condición muy humilde. Se dedicaban a la fabricación de castañuelas, oficio muy habitual entre los vecinos de Noez que lo ejercían cuando no había jornales en el campo. Desde muy pequeño dio muestras de su buena disposición para las artes, alentado por sus hermanos Jerónimo y Emilio que ejercían la profesión de pintores decoradores en Madrid y luego en Talavera de la Reina.
En el año 1880, con 17 años, se reúne con sus hermanos Jerónimo y Emilio en Talavera. Transcurren cinco años de su vida, decidido a cumplir su sueño de ser pintor, dedicando los ratos que tiene libre a aprender todas las modalidades del oficio y otras que su curiosidad le sugieren, llegando a dominarlas, como la pintura escenográfica, dorado de retablos y restauración de imágenes religiosas.
En el año 1885 muere su madre en Noez y sus hermanos Emilio y Jerónimo en Talavera, a causa del cólera. La muerte por esta enfermedad suponía, en aquella época, el aislamiento completo de la sociedad. Juan tuvo que cuidar de sus hermanos hasta su última hora, para luego darles sepultura con sus propias manos. Con 22 años se encuentra solo en Talavera, sin saber qué destino tomar, sufriendo la pérdida de sus mayores afectos y la discriminación que le suponía no ser hijo del pueblo para poder trabajar libremente en su oficio. Decidió quedarse, apartando a un lado la pintura. Pasó dos años de duros trabajos para poder liquidar los asuntos que dejaron sus hermanos al morir.
Dos años más tarde, en 1887 contrae matrimonio con Norberta Pérez Arroyo, natural de Talavera. Falleció nueve años más tarde, quedándose con dos hijas Tomasa y Luisa Ruiz de Luna Pérez de siete años y dieciocho meses de edad respectivamente. En julio de 1898 se casa en segundas nupcias con Francisca Arroyo Pinilla, prima carnal de su primera esposa, con la que tuvo diez hijos, Juan, Francisca, Salvador, Rafael, Antonio, María, Manuela y tres más que fallecieron a muy corta edad. 

## Trayectoria profesional

### Pintor decorador
En 1888 hace sus primeros trabajos de relevancia como pintor decorador. Restaura los retablos e imágenes de la iglesia de San Miguel Arcángel en el vecino pueblo de Torrecilla de la Jara, Toledo. Por esa época realizó gratuitamente la pintura y decoración del teatro de la Unión que unos jóvenes de Talavera fundaron, rehabilitando el antiguo convento de la Trinidad. Su propósito era darse a conocer profesionalmente. Se estrenó con las funciones de Cádiz y La Gran Vía que fueron un éxito clamoroso. Después de la función, Juan tuvo que salir a saludar y recibir el agasajo a la vista del público, consistente en seis pollos y un estuche de plata de Meneses para pescado.
A principios de 1889, viaja a Molledo de Portolin, aldea situada en el valle de Iguña, Santander. El motivo, la pintura y decoración de la casa del indiano Fidel García Lomas, abogado, político canalejista y senador por Santander. Quedó muy satisfecho con los trabajos de Juan, en especial los de imitación a la madera de roble. Le propuso formar un gran taller de decoración en Santander, del que la ciudad carecía. No pudo acceder por motivos familiares.
A los pocos meses de regresar de Molledo de Portolín, recibió un encargo muy especial de Claudio López Bru, segundo Marqués de Comillas, el cual consistió en hacer un retablito de troncos y ramas de alcornoque sin pelar, para colocarle en la cruz de una gran encina que había en la Fuente de la Cogota, en su finca del Palacio de las Cabezas en Casatejada (Cáceres), para una Virgen de mármol blanco, con el ánimo de instituir una romería a la que asistieran sus colonos y familias de los pueblos próximos. Además confiaron a Juan la desviación de un arroyo para agrandar la explanada de la fuente. Con motivo de estos trabajos, se inició una amistad con este personaje, cuya bondad y religiosidad causó en Juan una profunda huella que perduró el resto de sus días.
Como fruto de esta amistad, le costeó a él y a su íntimo amigo José Fernández Sanguino, un viaje a Roma, para asistir a la peregrinación nacional obrera a Roma de abril de 1894. Viaje accidentado al sufrir, en el puerto del Grau de Valencia, las furias de los anticlericales de Blasco Ibañez. En Roma fueron acompañados por Luis Álvarez Catalá, pintor de historia, que poco después fue nombrado Director del Museo del Prado de Madrid. Regresó deslumbrado por todo el arte que allí contempló, sentimiento estético que le acompañó toda su vida.
Transcurrieron unos años de dura lucha,  los cuales despertaron en Ruiz de Luna un sentimiento de rebeldía ante la injusticia y caciquismo de sus gobernantes, que expresó de esta manera en sus memorias:

En aquellos tiempos, el merecimiento de los hombres no tenía ningún valor, toda su defensa era la recomendación y el padrinazgo, que a veces era ejercido en humillante forma de caridad, de aquí, que el que se preciaba de poder vivir con dignidad y por su propio esfuerzo, sufriera una postergación vergonzosa, la dignidad la tomaban por orgullo y la prudencia como cobardía y apocamiento.
Juan Ruiz de Luna Rojas

Muchas fueron las obras de pintura y decoración que realizó, como el Centro Católico de Navalmoral de la Mata, fundado por el Marqués de Comillas, Ayuntamiento de Oropesa, restauración del palacio de Casatejada, decoración del Salón del Centro de Amigos; retablo mayor de la iglesia de Santiago; Teatro Cervantes; convento de la Enseñanza Bernardas; capillas de la Iglesia de los agustinos (hoy asilo de San Prudencio) y camarín de la Virgen del Prado, todos ellos en Talavera de la Reina;  camarín de la ermita de Chilla (Candeleda), teatro de los Navalmorales y multitud de obras privadas.

### Fotógrafo
Hacia 1890, las inquietudes de Juan se manifestaron en una nueva modalidad de trabajo, la fotografía, que ejerció durante 36 años sin dejar por esto su oficio de pintor. Junto a su amigo Juan José Perales, montaron el primer gabinete fotográfico de Talavera en la Plaza de Aravaca en los bajos de un antiguo caserón. Se dedicaron principalmente a la modalidad del retrato familiar. Mantuvieron su colaboración hasta el año 1895. 
Hacia 1896, a través de sus proveedores de material fotográfico, toma contacto con los hermanos Lumiére,  que le ofrecen la exclusiva para promocionar el cinematógrafo en Cataluña. La falta de recursos económicos suficientes hizo que desistiera de ello.  
En 1902 amplia el repertorio de su actividad fotográfica. Edita la primera colección de Fotos-Postales de Talavera de la Reina, comercializadas por Norberto Vázquez, desde 1898 hasta 1914. También realiza tarjetas de visita, edición de postales de monumentos, calles, plazas, puentes, río Tajo en varias series de más de cuarenta imágenes, Colabora con la prensa de la época ABC, Castilla, El Castellano Gráfico, Toledo, etc., fotografías de los talleres de cerámica, su proceso productivo, sala de exposiciones, visitas de personalidades como la Infanta Isabel o la Reina de Rumania, escenas de la vida cotidiana de Talavera de la Reina, el mercado, inauguración del puente de hierro, etc. que constituyen un excepcional documento histórico de la época.
En 1905 traslada su gabinete fotográfico a la calle Mesones n.º 7 (antes Medellín) donde comercializa también artículos de pintura, molduras para cuadros, etc. Posteriormente en 1912 reubica su actividad en la plaza del Pan (antes de la Libertad), donde estableció su fábrica de cerámica artística. Cesó en su actividad como fotógrafo en 1926.

Su profesionalidad y grandes dotes de artista que demuestra con la cámara, especialmente para la composición y la iluminación, además de una extraordinaria sensibilidad, superior a la de la mayoría de sus colegas, le convierten en una figura importante en el panorama histórico de la fotografía regional.

### Ceramista
La cerámica de Talavera de la Reina alcanzó su máximo esplendor durante los siglos XV y XVI. Inició su decadencia en el siglo XVII, con el acceso de la dinastía borbónica al gobierno de España. Con ellos, las influencias francesas se manifestaron con la creación de la Real Fábrica de Cerámica de Alcora, en Castellón 1727, con un nuevo estilo muy alejado del Renacimiento español. La decantación del gusto por la porcelana con la creación de la Real Fábrica de Porcelanas del Buen Retiro en Madrid en 1759 y la Real Fábrica de Sedas en Talavera de la Reina en 1748 privó de operarios cualificados a los alfares de entonces. Comenzó el siglo XVIII con ocho fábricas abiertas, que tras la crisis expuesta y las guerras napoleónicas con la Batalla de Talavera en 1809, causaron la destrucción de todos los alfares a excepción de La Menora.
Más tarde, en 1849 Juan Niveiro Page, funda el alfar del Carmen, que tras el cierre en el 1905 de la Menora, y dirigido ya por su hijo Emilio Niveiro Gil Rozas, quedó como único alfar de Talavera de la Reina, dedicado en su mayor parte a la fabricación de loza popular, platos, jarras de rosilla y géneros de estilo Valencia. Gracias a su existencia y tesón permitió la continuidad de la cerámica en Talavera de la Reina.
En julio de 1907 Juan Ruiz de Luna conoce a Enrique Guijo Navarro:

El encuentro y la unión de dos hombres, Juan Ruiz de Luna Rojas y Enrique Guijo Navarro, fue providencial para el resurgir de la cerámica artística en Talavera de la Reina. Dos artistas que sin conocerse coinciden en aficiones idénticas y voluntad de entregarse de lleno a la cerámica. Poseían ambos conocimientos prácticos y recursos de oficio afines a toda clase de ornamentación.  Enrique de 36 años de edad, sin abandonar su pintura decorativa en Madrid, donde residía, siempre que tenía ocasión propícia, proseguia sus tanteos y pruebas practicadas en Sevilla, donde se había educado e incubado en él la afición a la cerámica de la que cuando se trasladó a Madrid llevaba algunos datos que, aunque muy elementales, fueron suficiente para fomentar su afición y su propósito de dedicarse a ella con preferencia. Juan de 44 años de edad, decorador, artista y fotógrafo, viviendo como vivía en Talavera de la Reina no se sustrajo al deseo de cacharrear en sus alfares, por cuyo motivo practicaba la pintura cerámica cuando se trataba de hacer un regalo especial, por parte del Ayuntamiento, a personalidades que visitaban la ciudad.

Ambos trataron de convencer a Emilio Niveiro de la oportunidad de fabricar en conjunto o en colaboración, cerámica artística al estilo del Renacimiento, a raíz del buen resultado de las pruebas llevadas a cabo por Guijo en su alfar del Carmen. Un tibor y dos platos que causaron una excelente impresión en personas tan cualificadas como Platón Páramo y Francisco Alcántara. Aunque no fue posible ningún acuerdo con Emilio Niveiro, no cejaron en su empeño de resurgir la cerámica de Talavera de la Reina, buscando nuevos socios para llevar a cabo la empresa. 

#### Ruiz de Luna, Guijo y Cia.
El 18 de junio de 1908 se constituye la sociedad Ruiz de Luna, Guijo y Cia., formada por: Juan Ramón Ginestal (que aportaba además el edificio donde se instala la fábrica), Enrique Guijo (con el cargo de jefe de taller) y socio liberado, Platón Páramo (que prestaría su amplia colección de cerámica antigua de Talavera para que sirviera de modelo) y Juan Ruiz de Luna, nombrado gerente y administrador. Más adelante se incorporarían nuevos socios a la sociedad como Manuel de las Casas Gallego, José Gallego Benito y Andrés Covarrubias y Castillo, marqués de Villatoya, que compró los terrenos e instalaciones a la viuda de Juan Ramón Ginestal.
El alfar, siguiendo las costumbres gremiales de los alfareros, se fundó bajo la advocación de Nuestra Señora del Prado patrona de Talavera.
Grandes fueron las dificultades de todo tipo que tuvieron que vencer para lograr sus objetivos. En lo económico la aportación del capital la obtuvo Ruiz de Luna, no sin muchos esfuerzos para su contratación, con lo obtenido por los trabajos de pintura del puente de hierro que se inauguraría el 25 de octubre de 1908. En lo administrativo, los miembros de la Corporación Municipal dirigida por el alcalde, Andrés Fernández Gómez, muy influenciado por Emilio Niveiro, pusieron todo tipo de trabas administrativas para denegarles el permiso de obras. Tras muchas negociaciones, accedieron a facilitar la licencia, bajo amenazas de Ruiz de Luna de que: …gastaría todo el dinero que poseía en difundir que con su actitud, hubieran impedido el Resurgimiento de la cerámica de Talavera (Ruiz de Luna).
Lo más urgente en sus inicios, era la formación de personal cualificado. Talavera de la Reina contaba apenas con una población de 12.000 habitantes y un analfabetismo del 35 % en hombres y mayor en mujeres. Comenzaron por impartir clases nocturnas de dibujo artístico y lineal, de pintura y de primera enseñanza, en unos locales facilitados por el Ayuntamiento. 
En relación a los medios materiales, grandes fueron los apuros económicos pasados. Desde la compra de un molino para arcillas y una prensa de azulejos que tenían arrumbada en la antigua cerámica de la Moncloa en Madrid. Los primeros azulejos, fueron prensados en una fábrica de baldosas hidráulicas y el barro molido a mano, hasta que se pudo comprar en el Rastro, un molino de café grande para hacer esta tarea y después uno mecánico, que facilitó mucho la labor.
Finalmente, el 8 de septiembre de 1908, festividad de la Virgen del Prado, patrona de Talavera de la Reina, se abrió el primer horno, en el que, entre otros, se había cocido un panel de azulejos con la Virgen del Prado, pintado expresamente para esta ocasión por su hija Tomasa. 

En la mañana de este día, están dos hombres Juan y Enrique callados y encerrados en sí, como nunca lo han estado, esperando con febril impaciencia a que se quiten los ladrillos del portero de un hornito, el primero que se coció. ¿Qué habrá dentro? pensaban los dos. Momentos de angustia fueron estos en que los minutos les parecían siglos. De la duda pasaron estos dos hombres a una alegría sin límites, cuando vieron salir el primer cacharro, que a ellos les pareció una cosa extraordi¬naria, emoción comparable a la del padre que coge a su primer hijo al nacer. Así cogieron ellos el pri¬mer cacharro que aún quemaba.

En septiembre de 1909, viajó a Santander para supervisar la colocación de los azulejos en el pórtico del Hotel de Dª Regina Abarca, viuda de Germán Gamazo y Calvo llevando consigo una caja de muestras con platos decorativos, ánforas y jarroncitos que mostró en los mejores bazares de Valladolid, Vitoria, Bilbao (la casa La Cocina de D. José Amánn), Santander, Oviedo (Bazar de Masaveu y Ciª) y Gijón (Bazar Las Novedades de Benigno Piqueroso y Ciª).
El resultado de este viaje en lo comercial, pudo comprobar lo difícil que era justificar el elevado coste de la cerámica debido a las dificultades que conllevaba su fabricación, así como aceptar sus pocas dotes comerciales. En lo sucesivo, creó una red de representantes (práctica muy poco usual para la época), con instrucciones precisas de a quién y cómo debían ofrecer su producto. 
En Santander visitó a Claudio López Bru, segundo marqués de Comillas, al que le regaló un gran plato, con el escudo de sus armas, con torneado de una orla estilo Renacimiento que aceptó, dando grandes muestras de agrado. Le habló de los trabajos y proyectos que tenía en su nueva actividad empresarial, de la que ya tenía noticias, y de la oportunidad que se presentaba a la fábrica para introducir esta cerámica en Nueva York, llevada de la mano de su amigo el pintor Joaquín Sorolla, el cual preparaba su segunda exposición de cuadros para instalar en el palacio museo del hispanófilo Archer Milton Huntington, gran admirador y promotor del arte español en todas sus manifestaciones. Tanto le agradó la idea y el entusiasmo expresado por Ruiz de Luna, que ordenó a su apoderado José Cayangos, extendiera una orden para que le fueran concedidos diez metros cúbicos de flete en los barcos de la Trasatlántica y un pasaje de segunda clase gratuito. 
Juan regresó a Talavera de la Reina y expuso el ofrecimiento del marqués de Comillas a sus socios, los cuales no estuvieron de acuerdo en costear los gastos de estancia en Nueva York, debido a las dificultades económicas que pasaba la empresa. Tuvo que rechazar el apoyo del marqués y desistir de su viaje. Este episodio fue el inicio de los desencuentros con sus socios, lo que unido a la carestía económica, estuvieron a punto de hacer sucumbir la empresa. No sucedió así gracias a la incorporación a la sociedad de Andrés Covarrubias, marqués de Villatoya, el cual realizó un préstamo a aquella de 8.000 ptas.
Tuvieron que resolver problemas de técnica y fabricación, muchos de ellos desconocidos de Ruiz de Luna y Guijo, los cuales no tenían más nociones de la cerámica que las pruebas y ensayos practicados muy someramente. A los dos años de fundada la sociedad la situación era muy precaria debido a la escasez de medios y al mucho esfuerzo que esta requería, por lo que se temió su desaparición.
Dos años después de fundada la sociedad, Enrique Guijo dejó su puesto en ella y volvió a Madrid para ocupar plaza de profesor, con Daniel Zuloaga, en la Escuela de Cerámica de Madrid, recientemente fundada por Francisco Alcántara.
No obstante, continuó su relación con la sociedad hasta su extinción en 1914, representándola al frente de la tienda que la sociedad abrió en la calle Mayor, 80 de Madrid. En el año 1912, con la ayuda económica de Ruiz de Luna, abrió en Carabanchel Bajo una fábrica de cerámica, de la cual era único propietario, comprometiéndose a no fabricar otra labor que el azulejo de relieve llamado Sevillano.
Con la marcha de Guijo, la dirección artística de fábrica se encomendó a Francisco Arroyo Santamaría (Talavera de la Reina, 1885 – Madrid, 1952). Casado en 1911 con Tomasa, hija mayor de Juan Ruiz de Luna. Persona con una gran formación artística que supo interpretar, en todo momento, los criterios de estilo de Ruiz de Luna, más acordes con la sobriedad del Renacimiento español. Suyos son los primeros catálogos artísticos que realiza para la sociedad.
En 1910 se decoran con azulejos el patio y tres escaleras de la Casa de Cisneros en Madrid.
En 1912 se hacen los zócalos y portada del asilo de San Prudencio en Talavera de la Reina.
Se conoce, por la Memoria de la fábrica de febrero de 1913 que los operarios no pasan de una docena siendo el encargado del taller de pintura Antonio Arpa y que la primera maestra de mujeres fue Antonia Arroyo Santamaría.
No consiguió Juan convencer a sus socios de la necesidad de nuevas inversiones para que saliera adelante la sociedad, la cual contaba con unos pedidos superiores a su capacidad de producción. Todos ellos disponían de una posición económica desahogada y poca fe en la empresa. Así pues le propusieron a Ruiz de Luna se quedase con el negocio dada la confianza que tenían en él, lo que sería su mejor garantía del cobro de la deuda contraída con ellos.
En 1913 lleva a cabo la decoración de la fachada del teatro Victoria en Talavera de la Reina. Se hacen numerosas obras en Madrid. Paneles para la fachada de la Papelera Española, fachada edificio en la calle Acuña, decoración salón de la casa de Joaquín Sorolla. Varias ánforas y otros objetos para su majestad el Rey Alfonso XIII.
En 1914 se procedió a la decoración de la puerta de entrada a la fábrica Nuestra Señora del Prado, zócalos del zaguán y camarín en la Basílica de Nuestra Señora del Prado, en Talavera de la Reina. Ambas obras con una participación directa de Francisco Arroyo Santamaría como atestigua su firma al pie del trabajo.

#### Ruiz de Luna Ceramista
En 1915 quedó Ruiz de Luna como único propietario de esta industria. En este año fundó Ruiz de Luna la sociedad de instrucción y recreo El Bloque, siguiendo los conceptos desarrollados por la Institución Libre de Enseñanza, el pensamiento krausista y la Generación del 98. En ella impartieron gratuitamente clases nocturnas de dibujo artístico, lineal, modelado y de cultura general. Los maestros fueron Francisco Arroyo Santamaría, más adelante su hijo Juanito Ruiz de Luna y los maestros Vicente Reaño y Casimiro Muñoz.
Estas sociedades venían a suplir la falta de atención de las instituciones públicas por la educación y la cultura. Estos planteamientos los mantuvo Ruiz de Luna gracias a su amistad y vinculación con intelectuales contemporáneos como, Platón Páramo, Francisco Alcántara, Mariano Benlliure, Joaquín Sorolla y Miguel de Unamuno que conoció a través de Francisco Alcántara. Esta sociedad tenía también un marcado matiz político de oposición al caciquismo, que ejerció a través de su revista quincenal El Bloque  aparecida en mayo de 1916 con la dirección de Pedro Jiménez de Castro.
No solo atendía a la formación de sus obreros en el aspecto cultural y técnico, también en su formación moral, de respeto y cariño al compañero de trabajo. Instaló talleres confortables, en los que se escuchaba música clásica y de zarzuela. Creó premios a la aplicación e inculcó en ellos el concepto tradicional religioso con el renacer de las fiestas de las Santas Justa y Rufina y el paso de la Cruz de los Alfareros en la procesión del Viernes Santo. Instituyó la sociedad de socorro del barro para atender las necesidades médicas de los alfareros en vida y en su muerte a sufragar todos los gastos necesarios. 
Con el Retablo Altar de Santiago, fechado en el 1917, reciben el Diploma de Honor en la Exposición Nacional de Bellas Artes en Madrid Sección Artes Decorativas de 1920. Una de sus mejores obras que se encuentra en el Museo Ruiz de Luna de Talavera de la Reina.
En 1918 decoran la fachada del antiguo edificio de Correos, hoy Centro Social Jaime Vera, en la calle San Francisco de Talavera de la Reina.
El 24 de enero de 1919, adquiere los terrenos de la fábrica al Marqués de Covarrubias. Puede decirse que, a partir de esta fecha, se inició el verdadero renacimiento de esta cerámica, ya que con la tranquilidad de estar en casa propia se hicieron obras y nuevas instalaciones necesarias para la fabricación, que mejoraron notablemente su funcionamiento. 

En este sentido la recuperación de la cerámica de Talavera se llevó a cabo atendiendo a dos distintos modos. Por un lado nos encontramos con aquellas piezas que reproducían de forma más o menos fiel un original. Frente a estas, otras obras suponen el resultado de un completo proceso de aprendizaje, asimilación y dominio de los repertorios clásicos…El Renacimiento Ruiz de Luna es el resultado de una idealización.

El esquema pedagógico, según Fernando González Moreno se basaba en tres aspectos: una educación práctica realizada en el taller y que aspiraba al dominio de la técnica en todo su proceso industrial, una educación teórica con las clases impartidas en El Bloque y otra tercera artística en el que los dibujantes y moldeadores encontraban fuentes de inspiración en la colección de más de 600 piezas antiguas del museo instalado en la fábrica propiedad de Ruiz de Luna.
Entre sus obras de estilo modernista, se encuentran los paneles cerámicos de la Colonia de la Prensa de Madrid (elaborados hacia 1918) y la decoración de la fachada de la casa de Julio García Moya (hoy Centro Polivalente el Pilar en el paseo de la Estación de Talavera de la Reina), que hizo en 1920.
Por entonces da comienzo la etapa de mayor prosperidad para la empresa. La excelencia de sus producciones dadas a conocer en las más importantes exposiciones de Europa y América donde obtuvieron los mayores galardones suficientes para que se extendiera su nombre y obra por todo el mundo.
Otra iniciativa del espíritu emprendedor de Ruiz de Luna, fue la fábrica San Francisco de Asís, creada para la fabricación de materiales de construcción por procedimientos mecánicos. Instaló hornos continuos y talleres dotados de moderna maquinaria para la fabricación de tejas y otros materiales, que por su esmerada elaboración fueron los preferidos en el mercado. Invirtiendo, en su implantación, sumas elevadas, creando numerosos puestos de trabajo. 
En 1922 inaugura en Madrid la tienda-exposición de la calle Floridablanca n.º 3 que permanece abierta hasta 1933.
En 1924, en agradecimiento a su nombramiento como hijo adoptivo de su pueblo Noez regala la obra de azulejería de los zócalos para la Iglesia de San Julián de la localidad. En este mismo año llevan a cabo toda la decoración cerámica y fuente monumental, de los Jardines del Prado en Talavera de la Reina.
En 1925, al recibir Ruiz de Luna la Cruz de Caballero de la Orden Civil de Alfonso XII, costeada por suscripción popular, le conceden por Real Prerrogativa de Alfonso XII la unión de los apellidos Ruiz y de Luna que trasmitirá a su descendencia. Ese mismo año, realiza la Fuente de los Españoles en la Plaza de la Independencia, del Parque del "Rosedal" en Rosario de Santa Fe, Argentina. La mayor fuente de cerámica del mundo cuando se inauguró.
En 1928, completa los zócalos Casa de los Niño para familia López de Sagredo en Noez-Toledo.
El 9 de mayo de 1929 se inaugura la Exposición Iberoamericana de Sevilla. Presentaron un retablo de seis metros de altura (de estilo Renacimiento), fuente arrimada compuesta dos delfines, en el edificio de Castilla la Nueva y banco de la provincia de Toledo en la Plaza de España (Sevilla). Recibió el Gran premio y Medalla de Oro.
1930-1934 Retablo mayor, zócalos y púlpito de la Iglesia Parroquial de San Andrés Apóstol en Castillo de Bayuela.
1936 Durante la Guerra Civil la fábrica sufrió los duros reveses de la contienda. Su situación estratégica, junto a la margen derecha del río Tajo y la circunstancia de estar acuarteladas las tropas en sus instalaciones, eran blanco persistente de la artillería del otro bando.[¿cuál?] Se vieron afectados los talleres y el museo antiguo sufrió la pérdida irreparable de más doscientas piezas.
Con la finalización de la Guerra Civil el maestro Francisco Arroyo Santamaría deja la fábrica Ruiz de Luna, donde ejercía su dirección artística. Tras una breve estancia en el "alfar del Carmen" de Emilio Niveiro en Talavera de la Reina, estuvo dos años en el de Pedro de la Cal Rubio, en Puente del Arzobispo, para definitivamente instalar su taller en Madrid.

#### Historia de la cerámica
El auge que tuvo Talavera de la Reina en los siglos XVI y XVII hizo de esta ciudad unos de los centros artísticos e industriales más importantes de nuestra nación. Se establecieron espaderos, plateros, caldereros, tejedores y la industria que tuvo más fama de todas fue la cerámica, los barros vidriados de Talavera de la Reina, llegando hasta el Nuevo Mundo, donde adquirió renombre y carta de naturaleza al denominar Talaveras a la propia cerámica.
Algo así no mereció el estudio documentado que habían conseguido otras cerámicas como la de Paterna, la catalana, Sevilla, Manises y Alcora, si tuvieron un estudio riguroso y pormenorizado de ellas. La cerámica de Talavera de la Reina no tenía historia, solo meras referencias a ella en las otras publicaciones.
En 1908 y cuando apenas llevaba unos meses fundada la Casa Ruiz de Luna, Guijo y Cia., el P. Diodoro Vaca González O.S.A. que había venido a Talavera de la Reina como profesor del colegio de la Orden de los Agustinos Filipinos, visitó la fábrica, naciendo en él un interés, que más tarde se convertiría en verdadera pasión por la cerámica de Talavera de la Reina. De esa comunidad de aficiones surgió una gran amistad y colaboración con Juan Ruiz de Luna, dando lugar a la publicación de su libro "Algunos datos para la historia de la cerámica de Talavera de la Reina" publicado en 1911 por la "Revista de Archivos y Museos" que recibió elogios de los expertos en cerámica José Gestoso y Guillermo J. de Osma.[cita requerida]
Esto les animó a completar la obra iniciada, compartiendo las molestias que conllevaba la búsqueda de datos, viajando con precarias comunicaciones de aquella época, allí donde tenían noticias de que existía cerámica de Talavera de la Reina, tomando apuntes y fotografías de todo aquello que era de su interés. Sin embargo, el P. Vaca falleció el 24 de agosto de 1928 cuando la parte histórico-literaria del libro solo estaba a falta de ordenación. 
Esta labor, debido a la paralización de la actividad de la fábrica, a causa de la Guerra Civil Española, la continuó Ruiz de Luna en 1938 con la ordenación de los apuntes del P. Vaca, incorporando nuevos datos descubiertos por él con posterioridad y que venían a esclarecer muchas de las dudas surgidas sobre la autoría de ciertas obras.
La parte gráfica muy escasa, se completó con la labor del fotógrafo de arte Vicente Zubillaga de ediciones "Calpe" y "Labor" Juan le prestó toda clase de facilidades, incluso laboratorio y habitaciones en su casa para él y su familia. Recorrieron en su viejo coche bastantes lugares diseminados por las provincias de Ávila y Toledo pudiendo completar la documentación gráfica que tenía anteriormente.
Finalmente el libro se editó por la Editora Nacional en el año 1943 constituyendo hoy en día un referente para el estudio y comprensión de la historia de la cerámica de Talavera de la Reina.

#### Ruiz de Luna SL
En 1942 cuenta Juan Ruiz de Luna con 79 años y su salud sufre un notable deterioro que determinará el traspaso de la industria a sus hijos, creándose la sociedad Ruiz de Luna S.L.
El 3 de mayo de este año, realiza Ruiz de Luna su obra más querida, el altar del Cristo del Mar, el cual dona a la iglesia Colegial de Talavera de la Reina en cumplimiento de una promesa que hizo cuando regresaron del viaje a América sus hijos Juan y Salvador en 1934 sanos y salvos. 
El 23 de junio, estando restaurando la imagen del Cristo, se agrava su estado de salud y tienen que operarle de urgencia en Madrid regresando a Talavera de la Reina a tiempo para presenciar la terminación de la obra el 26 de julio y el 3 de septiembre fue bendecida solemnemente por el arzobispo de Toledo Enrique Plá y Deniel a las 6 de la tarde.
En abril de 1943 cuenta Juan 80 años y recibe el encargo de restaurar la imagen de Nuestra Señora del Prado por encargo de Pilar Marín de Casares presidenta de su Hermandad y con la autorización del Excmo. Ayuntamiento y Arciprestazgo de Talavera. Debido a su mal estado de salud y aprovechando las dos semanas de Pasión en las que la imagen no estaba expuesta al público, se la llevaron a su casa para su restauración.
Juan Ruiz de Luna falleció en Talavera de la Reina un 25 de septiembre de 1945, a la edad de 82 años.

#### Legado Ruiz de Luna
Sus hijos Juan, Rafael, y Antonio si bien manteniendo y enriqueciendo el estilo tradicional de la cerámica de Talavera, al ir progresando en sus conocimiento sobre esta, estudiaron y aplicaron nuevas técnicas, tanto de formas como de modalidades de fabricación, consiguiendo obras extraordinarias, más en consonancia con los gustos de la época.
Nuevas generaciones encauzaron también su vocación artística a través de la cerámica, sus nietos:
- Juan Manuel Arroyo Ruiz de Luna (Talavera de la Reina, 1911 – Madrid, 1982).
- Juan José Ruiz de Luna Serrano, (Talavera de la Reina, 1933 – Málaga, 1966).
- Amparo Ruiz de Luna Serrano (Talavera de la Reina - Málaga, 2015).
- Rafael Ruiz de Luna Rada.
- María Dolores Ruiz de Luna Rada.
- Alfredo Ruiz de Luna González (Talavera de la Reina, 1949 – Madrid, 2013).

Sus biznietos:
- Carlos Ruiz de Luna Sánchez, (Málaga, 1962 – Málaga, 2015).
- Mónica García del Pino Benéitez.
- Juan Antonio Ruiz de Luna Horcajuelo.

## Condecoraciones y distinciones
- 1911 Mención Honorífica Exposición Nacional de Artes decorativas Madrid.
- 1917 Nombramiento de Concejal del Excmo. Ayuntamiento de Talavera de la Reina.
- 1920 Diploma de Honor Exposición Nacional de Artes Decorativas Madrid.
- 1920 Nombramiento Hijo Adoptivo de Talavera de la Reina.
- 1923 Nombramiento Hijo Predilecto de Noez.
- 1923 Nombramiento Académico Correspondiente de la Academia de Bellas Artes y Ciencias Históricas de Toledo.
- 1925 Recibe la Cruz de Alfonso XII.
- 1927 Medalla de Oro en la Exposición Internacional de Filadelfia.
- 1927 Medalla de Oro en la Exposición Internacional de Milán.
- 1930 Medalla de Oro en la Exposición Internacional de Monza.
- 1929 Gran Premio y Medalla de Oro en la Exposición Iberoamericana de Sevilla.
- 1944 Se le concede la Medalla del Trabajo y la Cruz de Alfonso X el Sabio.
- En diversas localidades como: Noez, Talavera de la Reina y Lagartera le dedicaron, en su honor, el nombre a una de sus calles.
- 2014 Acerico de Oro, concedido a título póstumo en Lagartera.[8]